# Шереметьевская (платформа)
Шереме́тьевская — остановочный пункт Савёловского направления Московской железной дороги в микрорайоне (ранее рабочий посёлок) Шереметьевский города Долгопрудный Московской области, станция линии МЦД-1 «Белорусско-Савёловский» Московских центральных диаметров.
Названа по имени инициатора её открытия — графа Сергея Дмитриевича Шереметева. Владелец лесных угодий, через которые в 1900 году были проложены пути Савёловского направления Московской железной дороги, планировал извлекать доход от сдачи в аренду под дачное строительство своих земельных участков.
Время движения от Савёловского вокзала — 35 минут. Входит в состав Московских центральных диаметров, линия МЦД-1.
Состоит из двух боковых платформ, соединённых между собой настилом. С запада от платформы проходит неэлектрифицированный подъездной путь, идущий от станции Лобня к Павельцевской нефтебазе и используемый только для грузового движения.
В окрестностях платформы находится аэропорт Шереметьево. Сразу на север за платформой начинается двухпутное ответвление от главного хода Савёловского направления на станцию Аэропорт Шереметьево, путь к аэропорту проходит по путепроводу севернее над главным ходом. Ответвление находится в границах станции Лобня, входной светофор по II главному пути находится южнее платформы, то есть восточная платформа находится также в границах станции; входной светофор по I пути (неправильному) находится севернее платформы, западная платформа уже на перегоне Лобня — Марк.